# هورون جنوبی
هورون جنوبی (به انگلیسی: South Huron) یک منطقهٔ مسکونی در کانادا است که در شهرستان هورون، انتاریو واقع شده‌است. هورون جنوبی ۱۰٬۰۹۶ نفر جمعیت دارد.